# Aparte
El aparte es un recurso del texto dramático, parecido al monólogo en el que el personaje habla consigo mismo, simulando pensar en voz alta, para ser oído por el espectador. Se supone que los demás personajes no están presentes en la escena, si los hubiera, no pueden oír dicha alocución. En algunos casos puede tratarse también de una conversación entre dos o más personas al margen de otras presentes. Su objetivo es exponer los secretos íntimos del personaje, pero también puede expresar superficialidades de sí mismo o de otros personajes.
El aparte puede estar o no marcado en el texto, en el teatro clásico no se marcaba, sino que se suponía. Desde la fijación de normas del neoclásico sí se marca.
El teatro realista de los siglos XIX y XX optó por prescindir de este tipo de recursos, pero variables corrientes no han dudado en utilizarlo.